# Carlos Riolfo
Carlos Riolfo (ur. 5 listopada 1905, zm. 5 grudnia 1978) – piłkarz urugwajski, pomocnik.
Jako piłkarz klubu CA Peñarol był w kadrze reprezentacji Urugwaju na mistrzostwa świata w 1930 roku. Urugwaj zdobył wtedy mistrzostwo świata, jednak Riolfo nie zagrał w żadnym meczu.
Nigdy nie brał udziału w Copa América.